# Trombas
Trombas là một đô thị thuộc bang Goiás, Brasil. Đô thị này có diện tích 799,123 km², dân số năm 2007 là 5255 người, mật độ 3,7 người/km².